# Damernas florett vid olympiska sommarspelen 1996
Damernas florett-tävling i de olympiska fäktningstävlingarna 1996 i Atlanta avgjordes den 22 juli.

## Medaljörer
| Event          | Guld              | Silver                  | Brons                   |
| Florett, damer | Laura Badea (ROU) | Valentina Vezzali (ITA) | Giovanna Trillini (ITA) |

## Resultat
| Placering | Fäktare                   | Land           |
| --------- | ------------------------- | -------------- |
| 1         | Laura Cârlescu-Badea      | Rumänien       |
| 2         | Valentina Vezzali         | Italien        |
| 3         | Giovanna Trillini         | Italien        |
| 4         | Laurence Modaine-Cessac   | Frankrike      |
| 5         | Monika Weber-Koszto       | Tyskland       |
| 6         | Xiao Aihua                | Kina           |
| 7         | Ann Marsh                 | USA            |
| 8         | Aida Mohamed              | Ungern         |
| 9         | Diana Bianchedi           | Italien        |
| 10        | Anja Fichtel-Mauritz      | Tyskland       |
| 11        | Zsuzsa Némethné Jánosi    | Ungern         |
| 12        | Sabine Bau                | Tyskland       |
| 13        | Lydia Czuckermann-Hatuel  | Israel         |
| 14        | Adeline Wuillème          | Frankrike      |
| 15        | Roxana Scarlat            | Rumänien       |
| 16        | Olga Velitjko             | Ryssland       |
| 17        | Gabriella Lantos          | Ungern         |
| 18        | Svetlana Bojko            | Ryssland       |
| 19        | Reka Zsofia Lazăr-Szabo   | Rumänien       |
| 20        | Olga Sjarkova-Sidorova    | Ryssland       |
| 21        | Felicia Zimmermann        | USA            |
| 22        | Anna Rybicka              | Polen          |
| 23        | Clothilde Magnan          | Frankrike      |
| 24        | Anna Angelova             | Bulgarien      |
| 25        | Barbara Wolnicka-Szewczyk | Polen          |
| 26        | Ayelet Ohayon             | Israel         |
| 27        | Liang Jun                 | Kina           |
| 28        | Katarzyna Felusiak        | Polen          |
| 29        | Wang Huifeng              | Kina           |
| 30        | Lilach Parisky            | Israel         |
| 31        | Ivana Georgieva           | Bulgarien      |
| 32        | Jeon Mi-Gyeong            | Sydkorea       |
| 33        | Suzanne Paxton            | USA            |
| 34        | Fiona McIntosh            | Storbritannien |
| 35        | Yanina Iannuzzi           | Argentina      |
| 36        | Alejandra Carbone         | Argentina      |
| 37T       | Ferial Salhi              | Algeriet       |
| 37T       | Dolores Pampin            | Argentina      |
| 37T       | Henda Zaouali             | Tunisien       |
| 37T       | Carmen Rodríguez          | Guatemala      |